# Perotrochus wareni
Perotrochus wareni (Anseeuw, Puillandre, Utge & Bouchet, 2015) é uma espécie de molusco gastrópode marinho da família Pleurotomariidae, nativa da região oeste do oceano Pacífico.

## Descrição
Perotrochus wareni possui concha em forma de cone com pouco mais de 5 centímetros. Escultura da superfície áspera, constituída de estrias espirais atravessadas por finas linhas de crescimento. Coloração creme com tons de salmão e laranja a vermelho.

## Distribuição geográfica
São encontrados em águas profundas do oeste do oceano Pacífico, na Nova Caledônia (com seu holótipo coletado em profundidades de 300 a 400 metros, em 2008, pelo navio oceanográfico Alis).

## Taxonomia
Em estudo, publicado em 2015 por Patrick Anseeuw, Nicolas Puillandre, José Utge e Philippe Bouchet, foi constatada a separação, através do exame molecular de um grande conjunto de espécimes de Pleurotomariidae do Mar de Coral e Nova Caledônia, da espécie Perotrochus caledonicus em novas espécies. Desta forma, temos Perotrochus deforgesi e Perotrochus pseudogranulosus vivendo sobre os planaltos e guyots do Mar de Coral, enquanto Perotrochus caledonicus e Perotrochus wareni vivem nas encostas da Nova Caledônia. Todas as quatro espécies em profundidades de 300 a 500 metros.